# Flashback (gra komputerowa)
Flashback: The Quest for Identity – komputerowa gra platformowa osadzona w realiach fantastycznonaukowych, wyprodukowana przez francuskie studio Delphine Software i wydana w 1992 roku przez U.S. Gold.

## Fabuła
Akcja gry rozpoczyna się w przyszłości, w roku 2142. Bohater budzi się w dżungli na księzyciu Saturna, Tytanie, po tym jak został zestrzelony podczas pościgu po próbie ucieczki przed nieznanymi napastnikami. Zupełnie nieświadomy tego kim jest, odnajduje obok siebie holo-kostkę, na której dostrzega nagrany wcześniej przezeń hologram, dzięki któremu dowiaduje się, że nazywa się Conrad B. Hart. Nagranie informuje również Conrada, że ten znajduje się on w niebezpieczeństwie i musi skontaktować się ze swym przyjacielem, Ianem, w Nowym Waszyngtonie.

## Rozgrywka
Gracz steruje Conradem, który ma na celu ocalenie ludzkości przed zagładą ze strony pozaziemskiej rasy Morphów. Akcja gry odbywa się w kilku odmiennych zakątkach futurystycznego świata. Aby przejść przez wszystkie lokacje i ukończyć grę, należy wykonywać różnego rodzaju zadania. Gracz spotyka również postacie, z którymi prowadzi rozmowy. Conradowi przeciwstawiają się zróżnicowani przeciwnicy, tj. kosmici, różnego rodzaju roboty, skorumpowani ludzie. Bohater od początku dysponuje bronią palną (pistoletem), a w dalszej części rozgrywki również tarczą z pola magnetycznego.

### Szczegóły techniczne
Autorzy umieścili w grze kilkadziesiąt animacji głównej postaci. Conrad może wykonywać skoki z rozbiegu, skradać się, a także rzucać przedmiotami i odwracać tym samym uwagę przeciwników. W zależności od platformy do sterowania, gracz używa głównie dżojstika lub klawiatury.

## Produkcja
Gra zadebiutowała w 1992 roku na Amidze, po czym wydano ją również na inne platformy, między innymi: DOS (1993), Super Nintendo Entertainment System (1993), Mega Drive (1993), Macintosh (1994), Atari Jaguar (1994), 3DO (1994).

## Kontynuacja i remaki
W 1995 roku została wydana kontynuacja gry, zatytułowana Fade to Black. W 2013 roku projektant gry, Paul Cuisset, stworzył remake z grafiką dwuipółwymiarową pod tym samym tytułem, który został jednak negatywnie przyjęty przez recenzentów. W związku z porażką remake'u Cuisset w 2018 roku stworzył zremasterowaną wersję oryginalnej gry, wydaną m.in. na platformę Nintendo Switch.